# Янкаускас, Альгис
А́льгис Янка́ускас (лит. Algis Jankauskas; род. 27 сентября 1982, Вильнюс) — литовский футболист, защитник. Выступал за сборную Литвы.

## Клубная карьера
Воспитанник системы вильнюсского «Жальгириса», на взрослом уровне начал выступать за его фарм-клубы — «Жальгирис-2» и «Полонию», в том числе сыграл 2 матча за «Жальгирис-2» и 3 игры за «Полонию» в высшей лиге чемпионата Литвы. В 2003 году дебютировал в составе главной команды «Жальгириса» в чемпионате страны, в том же году в составе своего клуба стал обладателем Суперкубка Литвы.
Летом 2004 года перешёл в пермский «Амкар», в его составе дебютировал в чемпионате России 18 июля 2004 года в матче против «Сатурна». Сыграв четыре матча в чемпионате и одну игру в Кубке России летом 2004 года, защитник потерял место в составе и вновь вернулся в основу только через полтора года, в последних турах сезона-2005. В турнире дублирующих составов за это время провёл 24 матча и забил 1 гол.
В 2006 году Янкаускас вернулся в Литву и присоединился к клубу «Ветра», в его составе провёл четыре года и был капитаном команды, дважды был финалистом Кубка страны (2008 и 2010), выступал за клуб до его расформирования летом 2010 года. Ездил на просмотр в минское «Динамо» и «Лехию» из Гданьска, но командам не подошёл. В январе 2010 года был на просмотре в ужгородском «Закарпатье».
С 2010 по 2015 годы снова играл за «Жальгирис», где стал капитаном команды, в составе клуба трижды становился чемпионом и четырежды — обладателем Кубка Литвы.
С 2016 года выступал за «Судуву».

## Карьера в сборной
Дебютировал в сборной Литвы 31 мая 2008 года в игре Кубка Балтии против Эстонии. В следующий раз сыграл за сборную в 2012 году, всего на счету Янкаускаса три матча за национальную команду.
В 2011 году также провёл три матча за вторую сборную страны.

## Достижения
- Чемпион Литвы (6): 2013, 2014, 2015, 2017, 2018, 2019
- Обладатель Кубка Литвы (5): 2011/12, 2012/13, 2013/14, 2014/15, 2019
- Обладатель Суперкубка Литвы (3): 2013, 2018, 2019